# Knight Online
Knight Online (나이트 온라인) est un jeu vidéo de type MMORPG développé et édité par MGame Corporation, sorti en 2002 sur Windows.
Le jeu a été un échec commercial dans son pays d'origine, la Corée du Sud mais a été un énorme succès en Turquie.